# Professional Look
Professional Look (cách điệu PL) là một trong năm công ty quản lý người mẫu hàng đầu tại Việt Nam, được thành lập từ tháng 7 năm 2003. Giám đốc của công ty là vợ chồng người mẫu Trần Thanh Long và Anh Thư. Công ty được phát triển trên nền Câu lạc bộ người mẫu Hoa học đường (sau này là Câu lạc bộ thời trang Nhà văn hóa Thanh Niên), từ sự hợp tác của chủ nhiệm câu lạc bộ và Thanh Long (người mẫu thuộc câu lạc bộ từ năm 1998). Mục tiêu của PL là tập trung sâu hơn vào đào tạo, đưa lực lượng tài năng tham gia cuộc thi sắc đẹp trong nước và quốc tế. Tính đến cuối 6 năm 2006, PL là công ty quản lý có số lượng người mẫu độc quyền với quy mô lớn nhất cả nước, dẫn đầu về số lượng hợp đồng độc quyền. Trong hai lần đầu tiên tàu Fashion TV nổi tiếng thế giới đến Việt Nam tổ chức trình diễn thời trang đều có sự kết hợp của Professional Look, công ty cũng từng chính thức được mời làm đại diện của Fashion TV tại Việt Nam.

## Người mẫu do PL đại diện (quá khứ và hiện tại)
- Anh Thư
- Xuân Lan
- Thanh Hằng
- Thanh Hoài[4]
- Ngọc Quyên[4]
- Võ Hoàng Yến[3]
- Vũ Thu Phương[3]
- Dương Mỹ Linh[3]
- Tăng Thanh Hà
- Kim Minh
- Đức Nghĩa
- Trang Nhung
- Ngọc Thúy
- Bình Minh
- Thùy Dung[5]
- Chung Thục Quyên[3]
- Hoàng Khánh Ngọc[3]
- Vũ Hoàng Điệp[4]
- Trương Tri Trúc Diễm[3]